# Siparuna obstipa
Siparuna obstipa là một loài thực vật có hoa trong họ Siparunaceae. Loài này được J.F.Macbr. miêu tả khoa học đầu tiên năm 1934.